# Hiraga Gennai

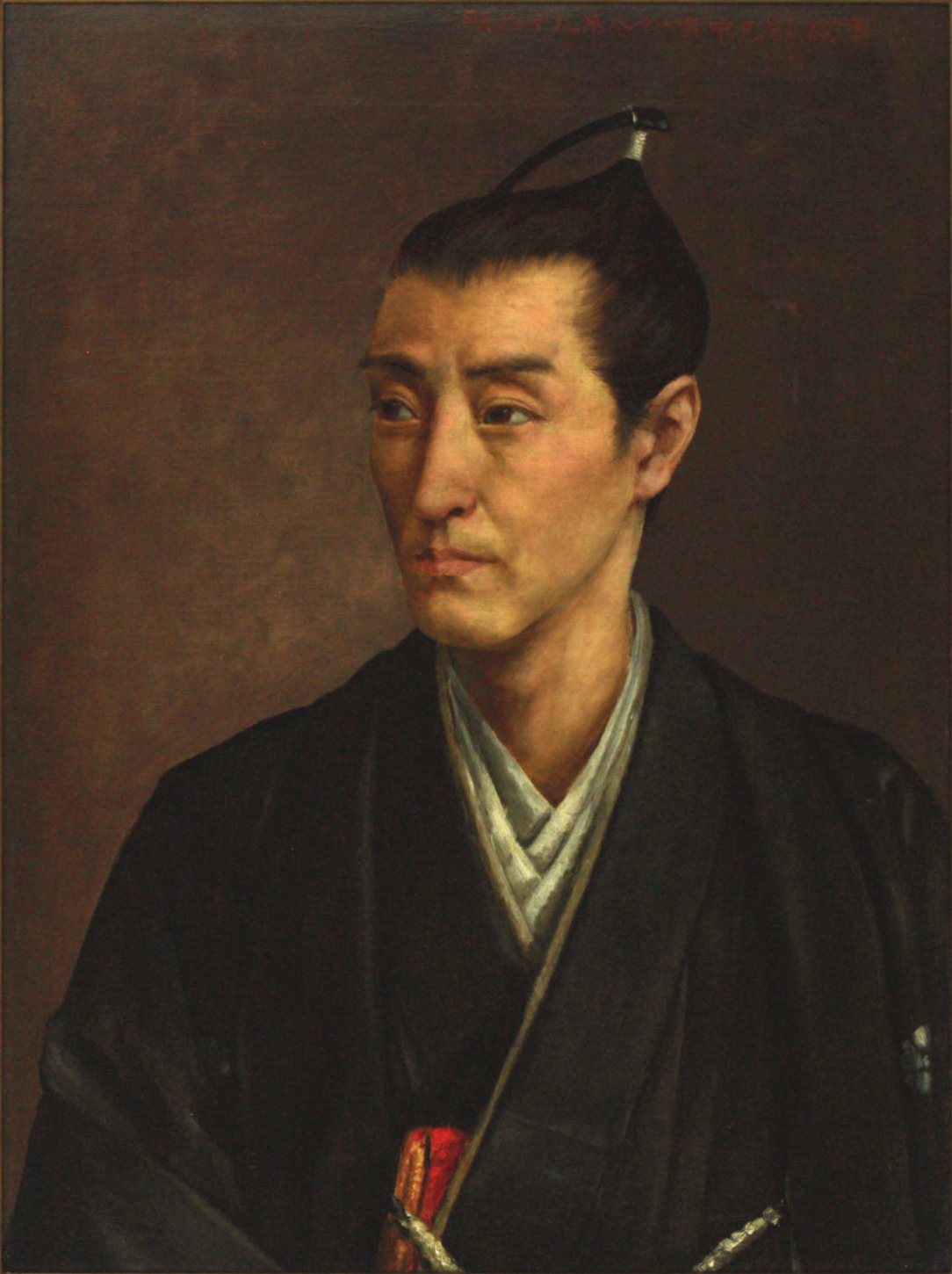
Hiraga Gennai, porträtterad av Nakamaru Seijuro.

Hiraga Gennai, född 1728, död 24 januari 1780, var ett japanskt universalgeni från Edoperioden. Gennai var farmakolog, han studerade rangaku, var läkare, författare, målare och uppfinnare. Känd för sin Erekiteru (elektrostatisk generator), Kandankei (termometer) och Kakanpu (asbestduk).
Hiraga Gennai skrev flera texter om homosexuellt liv i Japan, såsom Nenashigusa (1763), Kiku no en (1764), San no asa (1768) och Nenashigusa kohen (1768). Han skrev också den satiriska uppsatsen Om fisar. 
Hans födelsenamn var Shiraishi Kunitomo, men han använde många pseudonymer - och är mest känd under namnet Hiraga Gennai.